# Damernas turnering i volleyboll vid olympiska sommarspelen 1992
Damernas turnering i volleyboll vid olympiska sommarspelen 1992 genomfördes 29 juli till 7 augusti 1992 i Barcelona, Spanien, som del av OS 1992. Det var den sjunde upplagan av turneringen och Kuba blev olympiska mästare genom att slå OSS i finalen.

## Deltagande lag
| Lag           | Turnering                             | Deltog senast                       |
| ------------- | ------------------------------------- | ----------------------------------- |
| Brasilien     | 1:a sydamerikanska mästerskapet 1991  | Seoul 1988                          |
| Kina          | 1:a asiatiska mästerskapet 1991       | Seoul 1988                          |
| Kuba          | 1:a nordamerikanska mästerskapet 1991 | Moskva 1980                         |
| Japan         | Wild card                             | Seoul 1988                          |
| Nederländerna | 2:a EM 1991                           | Debut                               |
| Spanien       | Värdland                              | Debut                               |
| OSS           | 1:a VM 1990                           | Debut (7:e medräknat Sovjetunionen) |
| USA           | 4:a världscupen 1991                  | Seoul 1988                          |

## Grupper
| Grupp A                     | Grupp B                                 |
| --------------------------- | --------------------------------------- |
| Japan · Spanien · OSS · USA | Brasilien · Kina · Kuba · Nederländerna |

## Första rundan

### Grupp A

#### Resultat
| Datum    | Mellan          | Resultat | Set   | Set   | Set   | Set  | Set   | Poäng totalt | Speltid | Åskådare |
| Datum    | Mellan          | Resultat | 1     | 2     | 3     | 4    | 5     | Poäng totalt | Speltid | Åskådare |
| -------- | --------------- | -------- | ----- | ----- | ----- | ---- | ----- | ------------ | ------- | -------- |
| 29-07-92 | OSS - Spanien   | 3 - 0    | 15:3  | 15:0  | 15:3  |      |       | 45 - 6       | -       | -        |
| 29-07-92 | USA - Japan     | 2 - 3    | 15:13 | 11:15 | 12:15 | 15:8 | 13:15 | 66 - 66      | -       | -        |
| 31-07-92 | USA - OSS       | 3 - 2    | 9:15  | 17:15 | 15:12 | 4:15 | 15:11 | 60 - 68      | -       | -        |
| 31-07-92 | Japan - Spanien | 3 - 0    | 15:9  | 15:1  | 15:6  |      |       | 45 - 16      | -       | -        |
| 02-08-92 | OSS - Japan     | 3 - 0    | 15:13 | 15:11 | 15:11 |      |       | 45 - 35      | -       | -        |
| 02-08-92 | Spanien - USA   | 0 - 3    | 4:15  | 5:15  | 10:15 |      |       | 19 - 45      | -       | -        |

#### Sluttabell
| Pos | Landslag | Poäng | Matcher | Matcher | Matcher   | Set   | Set       | Kvot  | Poäng | Poäng     | Kvot  |
| Pos | Landslag | Poäng | Spelade | Vunna   | Förlorade | Vunna | Förlorade | Kvot  | Vunna | Förlorade | Kvot  |
| --- | -------- | ----- | ------- | ------- | --------- | ----- | --------- | ----- | ----- | --------- | ----- |
| 1   | OSS      | 5     | 3       | 2       | 1         | 8     | 3         | 2.666 | 158   | 101       | 1.564 |
| 2   | USA      | 5     | 3       | 2       | 1         | 8     | 5         | 1.600 | 171   | 153       | 1.176 |
| 3   | Japan    | 5     | 3       | 2       | 1         | 6     | 5         | 1.200 | 146   | 127       | 1.149 |
| 4   | Spanien  | 3     | 3       | 0       | 3         | 0     | 9         | 0.000 | 41    | 135       | 0.303 |

### Grupp B

#### Resultat
| Datum    | Mellan                    | Resultat | Set   | Set   | Set   | Set   | Set   | Poäng totalt | Speltid | Åskådare |
| Datum    | Mellan                    | Resultat | 1     | 2     | 3     | 4     | 5     | Poäng totalt | Speltid | Åskådare |
| -------- | ------------------------- | -------- | ----- | ----- | ----- | ----- | ----- | ------------ | ------- | -------- |
| 29-07-92 | Nederländerna - Brasilien | 1 - 3    | 9:15  | 3:15  | 15:11 | 7:15  |       | 34 - 56      | -       | -        |
| 29-07-92 | Kina - Kuba               | 1 - 3    | 15:13 | 11:15 | 9:15  | 11:15 |       | 46 - 58      | -       | -        |
| 31-07-92 | Nederländerna - Kina      | 3 - 2    | 6:15  | 15:17 | 15:13 | 16:14 | 15:6  | 67 - 65      | -       | -        |
| 31-07-92 | Brasilien - Kuba          | 1 - 3    | 11:15 | 15:3  | 13:15 | 9:15  |       | 48 - 48      | -       | -        |
| 02-08-92 | Kuba - Nederländerna      | 3 - 0    | 15:11 | 15:11 | 15:13 |       |       | 45 - 35      | -       | -        |
| 02-08-92 | Kina - Brasilien          | 2 - 3    | 9:15  | 15:7  | 11:15 | 16:14 | 12:15 | 63 - 66      | -       | -        |

#### Sluttabell
| Pos | Landslag      | Poäng | Matcher | Matcher | Matcher   | Set   | Set       | Kvot  | Poäng | Poäng     | Kvot  |
| Pos | Landslag      | Poäng | Spelade | Vunna   | Förlorade | Vunna | Förlorade | Kvot  | Vunna | Förlorade | Kvot  |
| --- | ------------- | ----- | ------- | ------- | --------- | ----- | --------- | ----- | ----- | --------- | ----- |
| 1   | Kuba          | 6     | 3       | 3       | 0         | 9     | 2         | 4.500 | 151   | 129       | 1.170 |
| 2   | Brasilien     | 5     | 3       | 2       | 1         | 7     | 6         | 1.166 | 170   | 145       | 1.172 |
| 3   | Nederländerna | 4     | 3       | 1       | 2         | 4     | 8         | 0.500 | 136   | 166       | 0.819 |
| 4   | Kina          | 3     | 3       | 0       | 3         | 5     | 9         | 0.555 | 174   | 191       | 0.910 |

## Slutspelsfasen

### Utslagsspel
|  | Kvartsfinaler | Kvartsfinaler | Kvartsfinaler |           |     | Semifinaler | Semifinaler         | Semifinaler         |                     |     | Final | Final | Final |  |
|  |               |               |               |           |     |             |                     |                     |                     |     |       |       |       |  |
|  | USA           | USA           | 3             |           |     |             |                     |                     |                     |     |       |       |       |  |
|  | USA           | USA           | 3             |           |     |             |                     |                     |                     |     |       |       |       |  |
|  | Nederländerna | Nederländerna | 1             |           |     |             |                     |                     |                     |     |       |       |       |  |
|  | Nederländerna | Nederländerna | 1             |           | USA | USA         | 2                   |                     |                     |     |       |       |       |  |
|  |               |               |               |           | USA | USA         | 2                   |                     |                     |     |       |       |       |  |
|  |               |               | Kuba          | Kuba      | 3   |             |                     |                     |                     |     |       |       |       |  |
|  |               |               |               | Kuba      | 3   |             |                     |                     |                     |     |       |       |       |  |
|  |               |               |               |           |     |             |                     |                     |                     |     |       |       |       |  |
|  |               |               |               |           |     |             |                     |                     |                     |     |       |       |       |  |
|  |               | OSS           | OSS           | 1         |     |             |                     |                     |                     |     |       |       |       |  |
|  |               |               |               |           |     |             |                     |                     |                     |     |       |       |       |  |
|  |               |               | Kuba          | Kuba      | 3   |             |                     |                     |                     |     |       |       |       |  |
|  |               |               |               | Kuba      | 3   |             |                     |                     |                     |     |       |       |       |  |
|  |               |               |               |           |     |             |                     |                     |                     |     |       |       |       |  |
|  |               |               |               |           |     |             |                     |                     |                     |     |       |       |       |  |
|  |               | OSS           | OSS           | 3         |     |             | Match om tredjepris | Match om tredjepris | Match om tredjepris |     |       |       |       |  |
|  |               |               |               | 3         |     |             |                     |                     |                     |     |       |       |       |  |
|  |               |               | Brasilien     | Brasilien | 1   |             |                     |                     |                     |     |       |       |       |  |
|  | Japan         | Japan         | Brasilien     | Brasilien | 1   | 1           |                     |                     | USA                 | USA | 3     |       |       |  |
|  | Japan         | Japan         |               |           |     |             |                     |                     | USA                 | USA | 3     |       |       |  |
|  | Brasilien     | Brasilien     | 3             |           |     | Brasilien   | Brasilien           | 0                   |                     |     |       |       |       |  |

#### Resultat
| Datum    | Mellan              | Resultat | Set   | Set   | Set   | Set   | Set   | Poäng totalt | Speltid | Åskådare |
| Datum    | Mellan              | Resultat | 1     | 2     | 3     | 4     | 5     | Poäng totalt | Speltid | Åskådare |
| -------- | ------------------- | -------- | ----- | ----- | ----- | ----- | ----- | ------------ | ------- | -------- |
| 04-08-92 | USA - Nederländerna | 3 - 1    | 15:11 | 11:15 | 15:8  | 15:7  |       | 56 - 41      | -       | -        |
| 04-08-92 | Japan - Brasilien   | 1 - 3    | 16:14 | 13:15 | 13:15 | 9:15  |       | 51 - 59      | -       | -        |
| 06-08-92 | USA - Kuba          | 2 - 3    | 15:8  | 9:15  | 15:6  | 5:15  | 11:15 | 55 - 59      | -       | -        |
| 06-08-92 | OSS - Brasilien     | 3 - 1    | 15:10 | 13:15 | 15:5  | 15:5  |       | 58 - 35      | -       | -        |
| 07-08-92 | Brasilien - USA     | 0 - 3    | 8:15  | 6:15  | 13:15 |       |       | 27 - 45      | -       | -        |
| 07-08-92 | OSS - Kuba          | 1 - 3    | 14:16 | 15:12 | 12:15 | 13:15 |       | 54 - 58      | -       | -        |

### Match om femteplats

#### Resultat
| Datum    | Mellan                | Resultat | Set  | Set   | Set   | Set   | Set | Poäng totalt | Speltid | Åskådare |
| Datum    | Mellan                | Resultat | 1    | 2     | 3     | 4     | 5   | Poäng totalt | Speltid | Åskådare |
| -------- | --------------------- | -------- | ---- | ----- | ----- | ----- | --- | ------------ | ------- | -------- |
| 06-08-92 | Nederländerna - Japan | 1 - 3    | 0:15 | 15:11 | 13:15 | 10:15 |     | 38 - 56      | -       | -        |

### Match om sjundeplats

#### Resultat
| Datum    | Mellan         | Resultat | Set  | Set  | Set  | Set | Set | Poäng totalt | Speltid | Åskådare |
| Datum    | Mellan         | Resultat | 1    | 2    | 3    | 4   | 5   | Poäng totalt | Speltid | Åskådare |
| -------- | -------------- | -------- | ---- | ---- | ---- | --- | --- | ------------ | ------- | -------- |
| 04-08-92 | Spanien - Kina | 0 - 3    | 1:15 | 3:15 | 3:15 |     |     | 7 - 45       | -       | -        |

## Slutplaceringar
| Sluttabell | Lag           |
| ---------- | ------------- |
|            | Kuba          |
|            | OSS           |
|            | USA           |
| 4          | Brasilien     |
| 5          | Japan         |
| 6          | Nederländerna |
| 7          | Kina          |
| 8          | Spanien       |